# Intelligentsia
O termo intelligentsia (do russo: интеллигенция, do latim: intelligentia) usualmente refere-se a uma categoria  ou grupo  de pessoas envolvidas em trabalho intelectual complexo e criativo direcionado ao desenvolvimento e disseminação da cultura, abrangendo  trabalhadores intelectuais.
A origem do termo é controversa, tendo sido usado para a identificação de intelectuais que aparecem simultaneamente em contextos políticos distintos (na Rússia, na Polônia e na Alemanha), no século XIX. Em geral, atribui-se a invenção do termo a Piotr Boborykin, por volta de 1860. Mas Richard Pipes constata o uso do termo intelligentz na Alemanha, em 1849, para designar o mesmo fenômeno, isto é, um grupo distinto do resto da sociedade por sua educação e atitudes progressistas. Já segundo Wacław Lednicki, o termo foi usado na literatura russa, por Belinsky (ele próprio um dos membros da intelligentsia russa) já utilizara o termo em 1846.  Na Rússia, o movimento da intelligentsia teve início  em 1840, e pretendia a reconstrução da sociedade sobre bases racionais: substituição do absolutismo dos czares por um sistema político constitucional, o fim da servidão e a defesa dos direitos fundamentais do homem.
Alexander Gella, por seu turno, afirma que o termo teria sido empregado pela primeira vez na literatura polonesa, pelo filósofo e ativista Karol Libelt, em 1844, em um de seus livros (Filozofia i krytyka, "Filosofia e Crítica").
A princípio, a palavra tinha um sentido restrito, baseado na autodefinição de uma certa categoria de intelectuais. Posteriormente, passou a ser empregada para designar coisas diferentes: tanto o conjunto dos intelectuais de um dado país, como os grupos mais restritos de intelectuais que se fazem notar por sua capacidade de fornecer uma visão compreensiva do mundo, por sua criatividade ou por suas atividades direta ou indiretamente políticas.
Isaiah Berlin refere-se à intelligentsia como um grupo de  pensadores que se vêm a si próprios em oposição direta a um regime irracional e opressivo e que se unem, não apenas pela oposição a tal regime, mas por um comprometimento com o pensamento racional e com o progresso social e intelectual, pela profunda crença em valores tais como liberdade individual, as liberdades civis e a busca da verdade — e portanto oposição ao governo estabelecido, às igrejas estabelecidas, à tradição e a todo tipo que se acredite como irracionalidade..